# Danny Dayton
Danny Dayton (20 de noviembre de 1923 - 6 de febrero de 1999) fue un actor y director televisivo de nacionalidad estadounidense. Conocido Guys and Dolls (1955), Ed Wood (1994) y Wonder Woman (1975).

## Biografía
Dayton nació como Daniel David Segall en Jersey City (Nueva Jersey) el 20 de noviembre de 1923, Dayton se graduó en la escuela de periodismo de la Universidad de Nueva York antes de dedicarse a la actuación.
Comenzó a producir y actuar en espectáculos para el ejército durante la Segunda Guerra Mundial en Broadway. No solo estuvo en Guys and Dolls (1955), sino que también dirigió y protagonizó la compañía de giras nacionales como Nathan Detroit junto a Betty Grable. También fue conocido por «Algo gracioso sucedió en el camino al foro» y más tarde se unió a la compañía nacional de giras como director y estrella. Como actor, Dayton hizo numerosas interpretaciones cinematográficas y televisivas a partir de la década de 1950. Entre sus actuaciones cabe destacar su papel recurrente de Hank Pivnik en All in the Family y sus intervenciones como artista invitado en M*A*S*H, El Increíble Hulk, Los ángeles de Charlie y The Love Boat. Además de actuar, Dayton también dirigió episodios de los programas Occasional Wife, Here's Lucy, y Good Morning, World.
Dayton estuvo casado con Arlene Allinson y Dagmar. Falleció el 6 de febrero de 1999, a causa de un enfisema, en Los Ángeles, California. Fue enterrado en el Cementerio Hillside Memorial Park de Culver City (California).

## Selección de su filmografía
| Cine       | Cine                               | Cine                           | Cine                                         |
| Año        | Film                               | Papel                          | Observaciones                                |
| ---------- | ---------------------------------- | ------------------------------ | -------------------------------------------- |
| 1950       | At War with the Army               | Sargento de suministros Miller | Créditos como Dan Dayton                     |
| 1979       | Love At First Bite                 | Billy, primer botones          |                                              |
| 1980       | Loose Shoes                        | Barman                         | Otros títulos: Coming Attractions y Quackers |
| 1983       | The Sting II                       | Locutor en el ring             |                                              |
| 1983       | Circle of Power                    | David Arnold                   |                                              |
| 1991       | Rock 'n' Roll High School Forever  | Mr. Snotgrass                  |                                              |
| 1991       | Life Stinks                        | Dirty Bum en la fiesta         |                                              |
| 1991       | The Dark Backward                  | Syd                            |                                              |
| 1994       | Ed Wood                            | Técnico de sonido              |                                              |
| Televisión |                                    |                                |                                              |
| Año        | Título                             | Papel                          | Observaciones                                |
| 1956–1958  | The Phil Silvers Show              | Sargento Coogan                | 4 episodios                                  |
| 1969       | The United States Steel Hour       | Mr. Doyle                      | 1 episodio                                   |
| 1965       | The Nurses                         | Pete                           | 1 episodio                                   |
| 1967       | Gomer Pyle, U.S.M.C.               | Clarence Quimby                | 1 episodio                                   |
| 1969       | Superagente 86                     | Cabbie                         | 1 episodio                                   |
| 1975       | Barney Miller                      | Harry                          | 1 episodio                                   |
| 1976       | Sanford and Son                    | Timmy                          | 1 episodio                                   |
| 1977–1979  | Barnaby Jones                      | Sammy/Freddy                   | 2 episodios                                  |
| 1978       | Wonder Woman                       | Louis el lituano               | 1 episodio                                   |
| 1979–1980  | Archie Bunker's Place              | Hank Pivnik                    | 18 episodios                                 |
| 1980       | El Increíble Hulk                  | Skipper                        | 1 episodio                                   |
| 1981       | CHiPs                              | Kelly                          | 1 episodio                                   |
| 1981       | M*A*S*H                            | Fast Freddie                   | 1 episodio                                   |
| 1982       | Police Squad!                      | Joey                           | 1 episodio                                   |
| 1984       | Automan                            | Bookie                         | 1 episodio                                   |
| 1984       | Airwolf                            | Sam el camarero                | 1 episodio                                   |
| 1985       | Simon & Simon                      | Jeweler Joe Wilson             | 1 episodio                                   |
| 1986       | You Again?                         | Herb                           | 1 episodio                                   |
| 1986       | El nuevo Alfred Hitchcock presenta | Buzzy Carelli                  | 1 episodio                                   |
| 1986       | Sledge Hammer!                     | Asesino con un cuchillo        | 1 episodio                                   |
| 1988       | La familia Hogan                   | Stu                            | 1 episodio                                   |
| 1988       | The Facts of Life                  | Mr. Avery                      | 1 episodio                                   |
| 1988–1989  | It's Garry Shandling's Show        | Mr. Peck                       | 5 episodios                                  |
| 1989       | Mama's Family                      | Shecky Lewis                   | 1 episodio                                   |
| 1990       | Father Dowling Mysteries           | Harvey Gorsky                  | 1 episodio                                   |
| 1992       | Down the Shore                     | Jackie                         | 1 episodio                                   |
| 1995       | ER                                 | Art                            | 1 episodio                                   |
| 1995       | Friends                            | Buddy Doyle                    | 1 episodio                                   |
| 1996       | Sisters                            | Morty Meyerhoff                | 1 episodio                                   |
| 1996       | Caroline in the City               | Leo Ladman                     | 1 episodio                                   |
| 1997       | The Nanny                          | Keith Rosenstein               | 1 episodio                                   |
| 1997       | Mad About You                      | Viejo n.º 1                    | 1 episodio                                   |
| 1997       | Mike Hammer, Private Eye           | Laddie Buck                    | 1 episodio                                   |
| 1999       | Zoe, Duncan, Jack and Jane         | Tío Sy                         | 1 episodio                                   |